# 家禽养殖

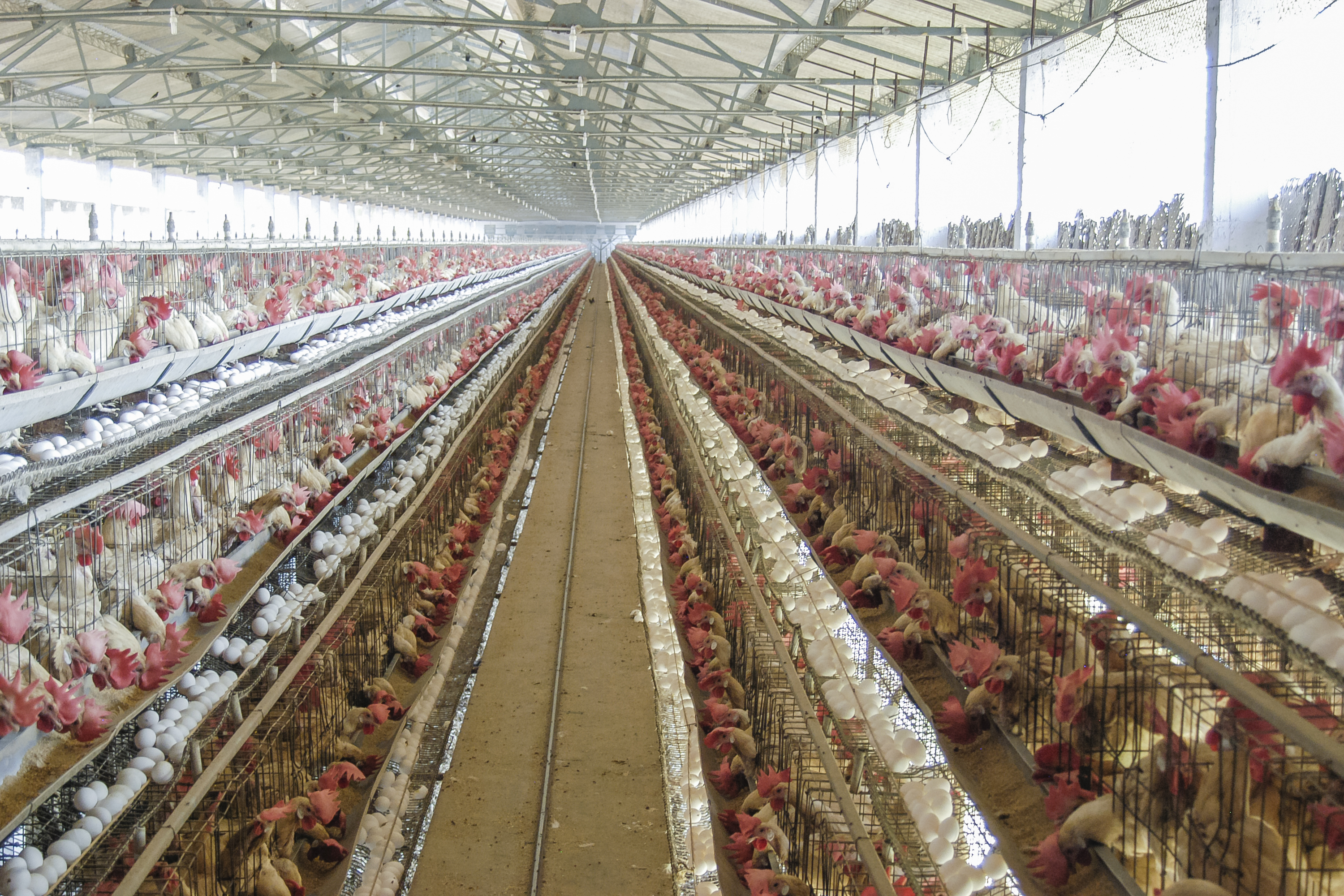
家禽养殖

家禽养殖是指人們饲养例如雞、鸭、火鸡和鹅等家禽，這些家禽的肉以及產下的蛋供人們食用。家禽养殖也是畜牧业的一種。家禽養殖中雞的養殖數量龐大。每年有超过600亿只鸡被宰杀並供人食用。專門下鸡蛋的鸡被称为蛋鸡，而專門供人食用的雞被称为肉鸡，而廣東更加將肉雞細分為騸雞、雞項、雲英雞、老雞等分類作為不同菜色的食材。
世界上74%的肉雞和68%的蛋雞都是在專門的養雞場中飼養。與養雞場相對的是家庭自由放养。養雞場通常在饲料或饮用水中投放国家批准的药物，例如抗生素，這樣做的目的是防止禽類疾病爆發。